# Józefpol (rejon świsłocki)
Józefpol (biał. Юзафполь, Juzafpol; ros. Юзефполь, Juziefpol) – chutor na Białorusi, w obwodzie grodzieńskim, w rejonie świsłockim, w sielsowiecie Chaniewicze.
Współcześnie w skład Józefpolu wchodzą także dawna osada Chwałowo oraz folwarki Chwałowo I i Chwałowo II.

## Historia
W XIX i w początkach XX w. położone były w Rosji, w guberni grodzieńskiej, w powiecie wołkowyskim. Józefpol był wówczas folwarkiem. Nazwę Chwałowo nosiły dwa chutory i osada, z których jeden chutor i osada leżały w gminie Łysków, drugi chutor w gminie Podorosk.
W dwudziestoleciu międzywojennym Józefpol i Chwałowo leżały w Polsce, w województwie białostockim, w powiecie wołkowyskim, w gminie Łysków. W 1921 folwark Józefpol liczył 28 mieszkańców, zamieszkałych w 5 budynkach, wyłącznie Polaków. 21 mieszkańców było wyznania prawosławnego i 7 rzymskokatolickiego. Osada Chwałowo oraz folwarki Chwałowo I i Chwałowo II liczyły łącznie 22 mieszkańców, zamieszkałych w 4 budynkach, wyłącznie Polaków. 18 mieszkańców było wyznania prawosławnego i 4 rzymskokatolickiego.
Po II wojnie światowej w granicach Związku Sowieckiego. Od 1991 w niepodległej Białorusi.